# Roger Ramírez
Roger Ramírez es un deportista cubano que compitió en saltos de plataforma. Ganó una medalla de oro en los Juegos Panamericanos de 1991, en la prueba individual.

## Palmarés internacional
| Juegos Panamericanos | Juegos Panamericanos | Juegos Panamericanos | Juegos Panamericanos |
| Año                  | Lugar                | Medalla              | Prueba               |
| -------------------- | -------------------- | -------------------- | -------------------- |
| 1991                 | La Habana (Cuba)     | Medalla de oro       | Plataforma 10 m      |